# .400 Whelen
El .400 Whelen fue desarrollado por el coronel Townsend Whelen mientras era comandante del Arsenal de Frankford a principios de la década de 1920. El diseño se basa en el casquillo del .30-06 Springfield modificado para alojar balas calibre .40 producidas para el  para el .405 Winchester .

## Diseño

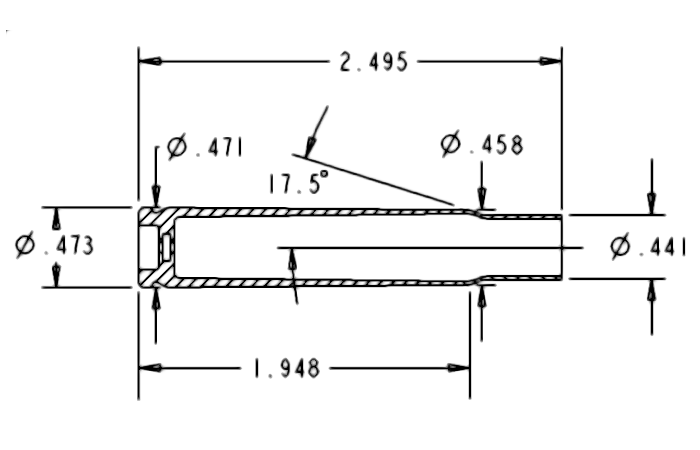
Medidas del casquillo .400 Whelen

Townsend Whelen observó que una muy pequeña porción del ángulo del hombro del .30-06 podría causar peligros potenciales por dificultades en el headspace. El tema del headspace ha sido ampliamente discutido y James Howe, armero oficial del Arsenal de Frankford, redujo el latón cilíndrico disponible en el proceso de fabricación para formar cartuchos con un 0,458 pulgadas (11,6 mm) hombro para adaptarse a la recámara de sus rifles. Los experimentos tuvieron menos éxito en la formación de cartuchos al agrandar los cuellos de los cartuchos .30-06 con 0,441 pulgadas (11,2 mm) (o más pequeños) hombros, pero los casquillos se pudieron formar a partir de los casquillos .35 Whelen .

## Performance
Griffin & Howe manufacturó rifles a la medida calibre .400 Whelen; los cuales probaron ser sumamente efectivos para la caza mayor de animales grandes tales como los alces, y osos y wapiti a distancias que bordeaban las 400 yardas